# Bahía de Calamar
Bahía de Calamar es el nombre dado por los primeros navegantes españoles a la que posteriormente se conocería como bahía de Cartagena de Indias, en el territorio que para el año de 1500 se denominaba Castilla de Oro, el cual fue avistado por uno de los viajes de Cristóbal Colón y posteriormente tomado por Alonso de Ojeda. Su nombre proviene de los indios Calamaríes que habitaban la zona.
Fue Don Rodrigo de Bastidas quien avistó éste litoral por primera vez describiendo como 

"veíanse manglares inmensos en la orilla y en el fondo bosques espesos de toda suerte de árboles, á cuya sombra vivían innumerables animales, y en su espesura se ocultaban tribus considerables de salvajes indígenas."[cita requerida]

Su belleza natural la convirtió en un sitio deseado por muchos al inicio de la conquista, queriendo desembarcar varias veces sin éxito, hasta que llegó a oídos del adelantado Alonso de Ojeda, quien se decidió a toda costa dominar sus territorios y establecer un fuerte allí.
Describe así Soledad Acosta de Samper, sobre aquella fecha de la llegada a la bahía de calamar : 

"Así fue que una hermosa mañana de Diciembre llegó la flotilla de Ojeda frente á las puntas que hoy llaman de Canoas, á cuya espalda se veía una alta colina (llamada después Nuestra Señora de la Popa) cubierta de montaña espesa; y orillando una lengüeta de tierra baja, y pasando por un estrecho canal entre dos islillas, penetraron al magnifico puerto ó bahía que llamaron de Cartagena de Indias. Lucía un ardiente sol sobre el azul y despejado cielo que se retrataba en las aguas claras y mansas de la bahía, tan puras y cristalinas, que se percibían en el fondo las estrellas de mar de variados colores, las conchas, las algas y hasta los pintados peces que pasaban y repasaban por entre los bosques de vegetación marítima que guarnecía el lecho del tranquilo y solitario puerto".
Un Hidalgo conquistador; Acosta Soledad; 1883, pag: 462”  Página Web: El libro total
Soledad Acosta de Samper